# Livija
Livija (još i Livija Druzila (lat. Livia Drusilla) (Rim, 30. siječnja 58. pr. Kr. – Rim, 29.) bila je žena rimskog vojskovođe Tiberija Klaudija Nerona u prvome braku, majka cara Tiberija i vojskovođe Nerona Klaudija Druza. Od 38. pr. Kr. bila je žena cara Augusta na čiju je politiku znatno utjecala. Nakon njegove smrti, željela je zadržati taj utjecaj, zbog čega je došla u sukob sa svojim sinom, carem Tiberijem. Pokopana je u Augustovu mauzoleju u Rimu.